# المثلث (محافظة العيص)
المثلث، قرية من قرى محافظة العيص، والتابعة لمنطقة المدينة المنورة في السعودية. تقع في جنوب غرب المدينة المنورة بمسافة تقارب (160) كم، وفي جنوب شرق العيص بنحو (40) كم.